# Phalaenopsis bellina
Phalaenopsis bellina (можлива українська назва:Фаленопсис Белліна) — моноподіальна епіфітна трав'яниста рослина родини орхідні.
Вид не має усталеної української назви, в україномовних джерелах використовується наукова назва Phalaenopsis bellina.
Видовий статус під питанням. Одні автори вважають Phalaenopsis violacea одна з природних варіацій Phalaenopsis bellina. Інші описують Phalaenopsis bellina, як одну з варіацій Phalaenopsis violacea.

## Синоніми
За даними  Королівських ботанічних садів в К'ю
- Phalaenopsis violacea var. Bellina Rchb.f., 1884 basionym
- Phalaenopsis violacea var. Murtoniana Rchb.f., 1878
- Phalaenopsis violacea var. Bowringiana Rchb.f., 1884
- Phalaenopsis violacea var. Chloracea Rchb.f., 1884
- Phalaenopsis violacea var. Punctata Rchb.f., 1884
- Phalaenopsis bellina f. bowringiana (Rchb.f.) Christenson, 1995
- Phalaenopsis bellina f. Murtoniana (Rchb.f.) Christenson, 1995
- Phalaenopsis bellina f. Punctata (Rchb.f.) Christenson, 1995
- Phalaenopsis bellina f. Alba Christenson, 2001
- Phalaenopsis bellina f. Chloracea (Rchb.f.) O. Gruss & M. Wolff, 2007

## Природничі варіації
- Phalaenopsis bellina var alba (Christ 2001)
- Phalaenopsis bellina var bowringiana (Christ 1995)
- Phalaenopsis bellina var murtoniana (Christ 1995)

Phalaenopsis violacea var murtoniana (Rchb.f 1878)
- Phalaenopsis bellina var punctata (Christ 2001)

Phalaenopsis violacea var punctata (Rchb.f 1884)

## Біологічний опис
Довгий час вважався однією з форм Phalaenopsis violacea під назвою var. «Borneo». В наш час[коли?] виділений в самостійний вид. 
 Від Phal. violacea відрізняється забарвленням квітки, кількома морфологічними деталями і ароматом. 
 Найяскравіша відмінність стосується пелюсток. У Phal. bellina вони овальні і мабуть розширені, в той час як у Phal. violacea пелюстки еліптичні. Пелюстки Phal. bellina зазвичай більше 1,3 см шириною, у той час як пелюстки Phal. violacea досягають рідко 0,7 см. Так само у Phal. bellina в середньому більш широке листя.
Компактний моноподіальний епіфіт.
Стебло сильно скорочене. Листя блискуче, яскраво-зелене, округле, від 15 до 30 см в довжину. На довгоживучих квітконосах одночасно розкривається від 1 до 3-х квіток, діаметром від 5 до 7 см.
Квітки білувато-зелені, нижні сепалії частково фіолетові. Тривалість життя квітки 25-30 днів, аромат — вдень, сильний, квітковий.

## Ареал, екологічні особливості
Борнео 

Тінисті і вологі місцеперебування в болотистих низинах і в прибережних лісах на висотах до 200 метрів над рівнем моря. Клімат в місцях зростання виду екваторіальний.
Клімат в місцях природного зростання Борнео, штат Саравак.
- Т — Середня температура повітря
- Ос — Кількість дощових днів

| Місяць   | Т   | Ос |
| -------- | --- | -- |
| Січень   | 26° | 25 |
| Лютий    | 26° | 21 |
| Березень | 27° | 21 |
| Квітня   | 27° | 19 |
| Травень  | 28° | 19 |
| Червень  | 28° | 17 |
| Липень   | 27° | 17 |
| Серпень  | 27° | 16 |
| Вересень | 27° | 19 |
| Жовтень  | 27° | 23 |
| Листопад | 27° | 24 |
| Грудень  | 26° | 25 |

## Галерея

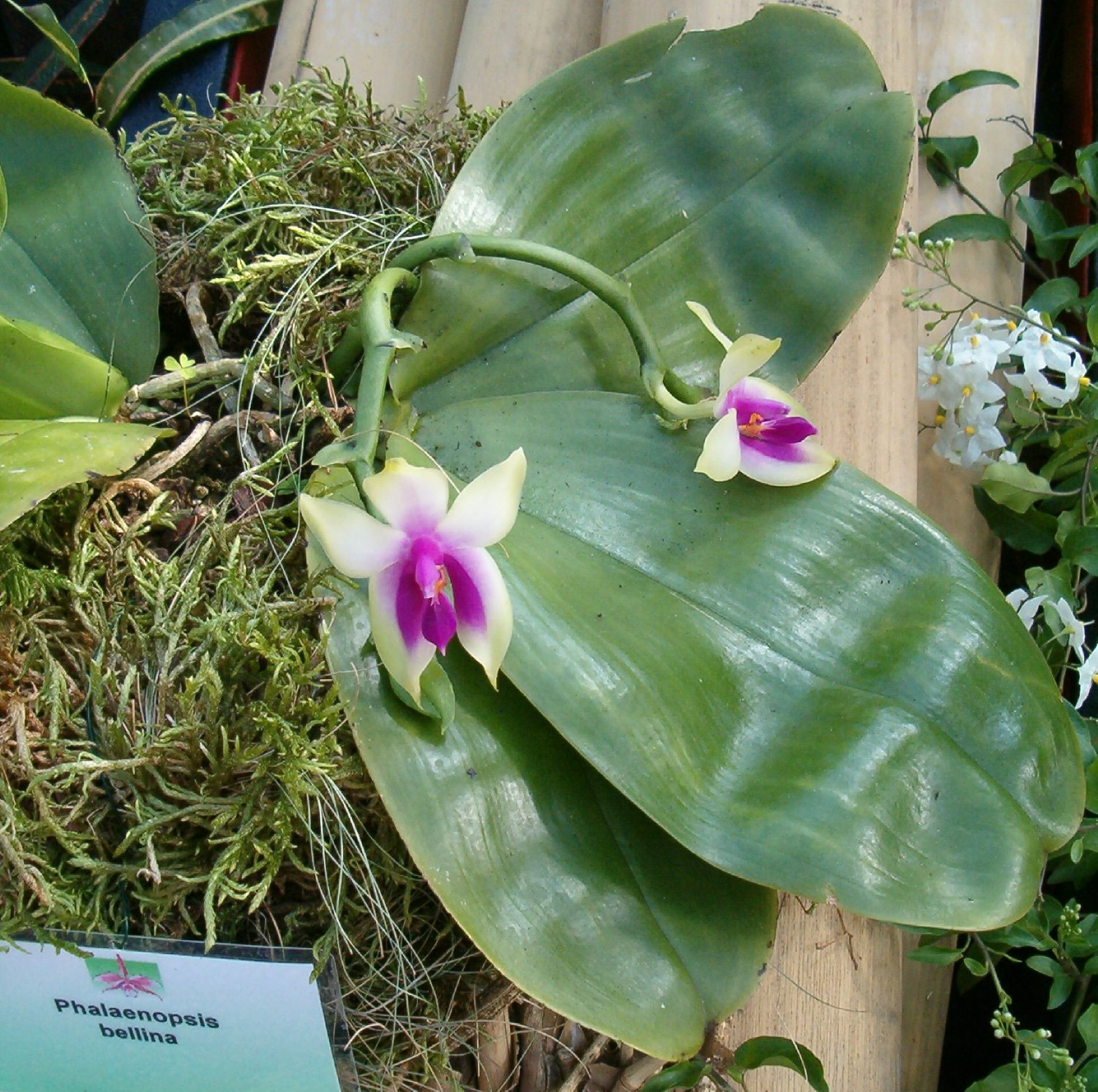
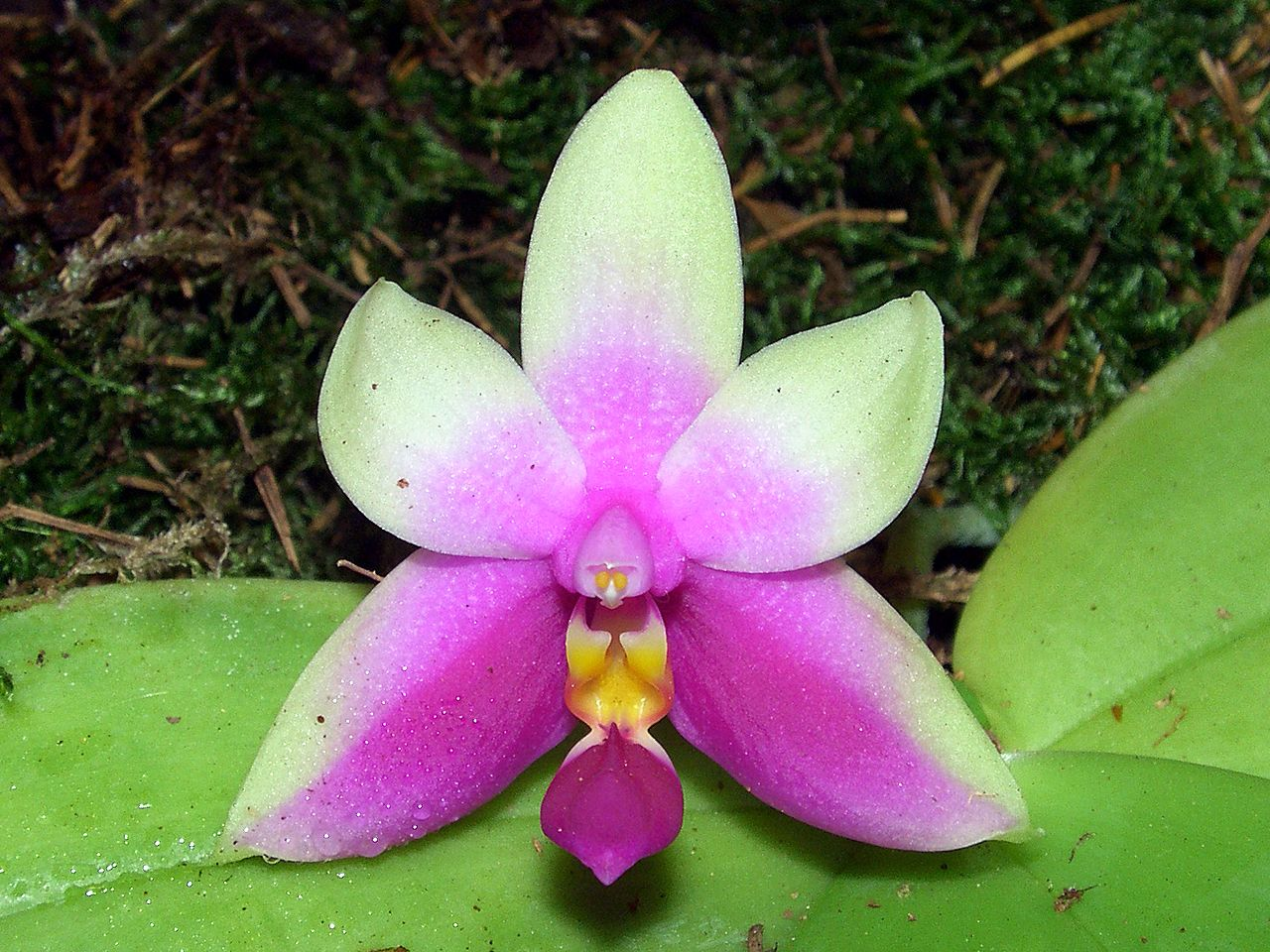
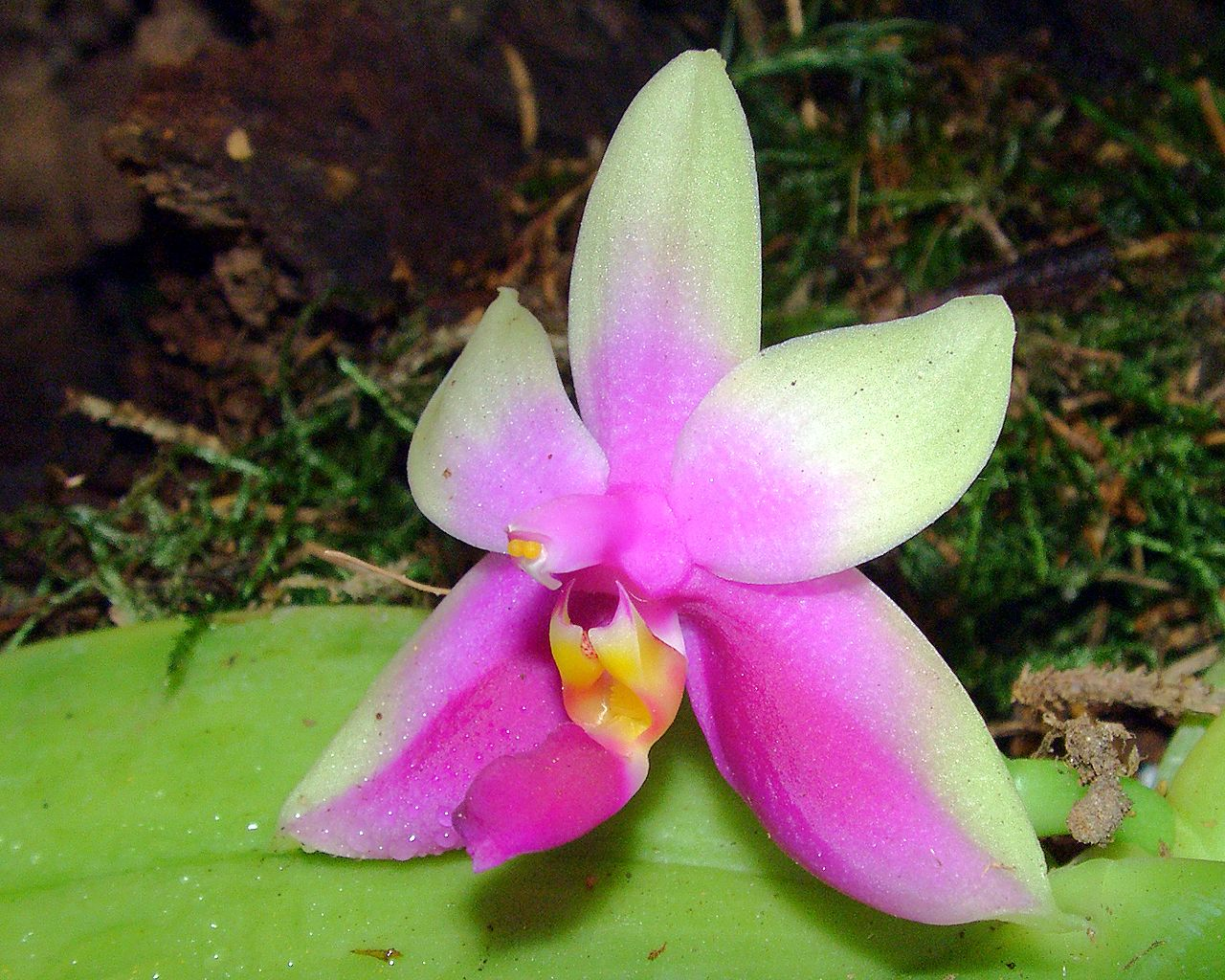

## У культурі
Температурна група — тепла.
Рослини потенційно здатні до цвітіння при розмірі листя близько 10 см.
Квітконоси після цвітіння не видаляють, через деякий час вони можуть «прокинутися» і відновити цвітіння. 
 Найкраща посадка на блок, але можна культивувати в горщиках і кошиках для епіфітів.
Додаткова інформація про агротехніку у статті Фаленопсис.

## Деякі первиннігібриди
За даними сайту Especes de Phalaenopsis [Архівовано 18 травня 2009 у Wayback Machine.].
- Amabell — bellina х amabilis (Orchids Ltd (RJ. Quené)) 2007
- Aprodite's Bell — bellina х aphrodite (Orchids Ltd (RJ. Quené)) 2005
- Borneo Belle — bellina х modesta (Paul Lippold) 2007
- Borneo Star — bellina х lueddemanniana (Paul Lippold) 2006
- Cecile — bellina х inscriptiosinensis (Saskia Kaufmann) 2007
- Cesario Gene Tobia — cornu-cervi х bellina (Cesario Gene Tobia) 2003
- Cherry Spot — bellina х pulchra (Paul Lippold) 2003
- Corning's Bell — corningiana х bellina (Orchids Ltd (RJ. Quené)) 2006
- Fascilina — bellina х fasciata (Alain Brochart) 2003
- Fuscabell — bellina х fuscata (Paul Lippold) 2007
- Gigabell — bellina х gigantea (Paul Lippold) 2003
- Guadelupe Pineda — bellina х amboinensis (Cesario Gene Tobia) 2003
- Joshua Irwing Ginsberg — venosa х bellina (H. Ginsberg) 2004
- Lippold's Favorit — stuartiana х bellina (Paul Lippold) 2006
- Martina Lippold — bellina х hieroglyphica (Paul Lippold) 2002
- Palacea — pallens х bellina (J. Redlinger) 2004
- Samera — bellina х violacea (Micael Liu) 2003
- San Shia Rose — celebensis х bellina (Hou Tse Liu) 2005
- Tetra Bell — bellina х tetraspis (Orchids Ltd (RJ. Quené)) 2005
- Tarlac Bellina — micholitzii х bellina (Cesario Gene Tobia) 2003